# Richard de Subligny
Pour les articles homonymes, voir Subligny.
Richard de Subligny (Ricardus) est un évêque d'Avranches du XIIe siècle.

## Famille
Il est le fils de Othöen de Subligny et de Lesceline. Son frère Hasculphe ou Aygulphe de Subligny est seigneur d'Avranches.

## Biographie
Doyen de la cathédrale d'Avranches, il succède à Richard Ier de Beaufou en 1142. Il dote le chapitre cathédral.
Il consacre en 1143 la première église de l'abbaye de La Lucerne, fondée par son frère Aygulphe.
Richard meurt au cours de son voyage à Rome, pour consulter le pape sur l'élection de l'abbé du Mont-Saint-Michel.